# Těžké časy
Těžké časy (v anglickém originále Hard Time) je v pořadí devatenáctá epizoda čtvrté sezóny seriálu Star Trek: Stanice Deep Space Nine.

## Příběh
Milese O'Briena zajali Argrathové a obvinili ho ze špionáže. Jako trest mu implantovali vzpomínky na 21 let dlouhé vězení. Ve skutečnosti uplynulo jen pár hodin, přesto celý zážitek O'Briena zásadně změnil.
Po návratu na stanici se mu doktor Bashir pokusí jeho vzpomínky na vězení vymazat, jenže jediné řešení na které přijde, je vymazání celé paměti. Jenomže to nejde, a tak je Miles nucený se s pamětí vyrovnat sám. Musí se opět naučit zacházet se všemi přístroji a také se zbavit některých vězeňských zvyků, například schovávání jídla na horší časy. Větším problémem jsou pro něho jeho psychické problémy. Neustále se mu zjevuje jeho spoluvězeň Ee'Chara, který s ním sdílel celu a naučil ho spoustu užitečných věcí. Miles odmítne chodit na terapie, stává se agresivnějším, nejprve verbálně a poté i fyzicky. Kapitán Sisko ho uvolní ze služby, ale jeho stav se stále zhoršuje, až málem napadne Molly. Odejde do skladiště a zde se chce zastřelit phaserem, naštěstí ho najde Bashir a všechno mu rozmluví.
Teprve tehdy se Miles přizná, že Ee'Charu v cele zabil, protože si myslel, že mu schovává jídlo. Díky tomuto přiznání se mu uleví, protože Ee'Chara vzápětí zmizí. Podle Bashira bude Miles potřebovat čas, ale pro jistotu mu předepíše nějaké léky.